# Drepananthus samarensis
Drepananthus samarensis är en kirimojaväxtart som först beskrevs av R. J. Wang och Richard M.K. Saunders och som fick sitt nu gällande namn av Siddharthan Surveswaran och R. M.
Drepananthus samarensis ingår i släktet Drepananthus och familjen kirimojaväxter. Inga underarter finns listade i Catalogue of Life.